# Adil Belgaïd
Adil Belgaïd (ar.عادل بلكايد ;ur. 15 września 1970) – marokański judoka. Trzykrotny olimpijczyk. Zajął 21. miejsce w Atlancie 1996 i odpadł w eliminacjach w Sydney 2000 i Atenach 2004. Walczył w wadze półśredniej.
Siódmy na mistrzostwach świata w 1993 i 2001. Uczestnik zawodów w 2005, 2007, 2009. Startował w Pucharze Świata w latach: 1991–1993 i 1995–2002. Brązowy medalista igrzysk śródziemnomorskich w 1993 i 1997. Zdobył dziewięć medali na mistrzostwach Afryki w latach 1996 - 2004. Najlepszy na igrzyskach panarabskich w 1999. Wicemistrz igrzysk frankofońskich w 1994; trzeci w 2001 roku.

## Letnie Igrzyska Olimpijskie 1996
| Konkurencja | Eliminacje            | Klas. końcowa |
| Konkurencja | Przeciwnik I          | Miejsce       |
| ----------- | --------------------- | ------------- |
| 78 kg       | Gastón García (ARG) P | 21.           |

## Letnie Igrzyska Olimpijskie 2000
| Konkurencja | Eliminacje                      | Klas. końcowa |
| Konkurencja | Przeciwnik I                    | Miejsce       |
| ----------- | ------------------------------- | ------------- |
| 81 kg       | Cend-Ajuuszijn Oczirbat (MGL) P | I runda       |

## Letnie Igrzyska Olimpijskie 2004
| Konkurencja | Eliminacje            | Repasaże                  | Repasaże               | Klas. końcowa |
| Konkurencja | Przeciwnik I          | Przeciwnik I              | Przeciwnik II          | Miejsce       |
| ----------- | --------------------- | ------------------------- | ---------------------- | ------------- |
| 81 kg       | Roman Hontiuk (UKR) P | Reza Czahchandagh (IRI) Z | Florian Wanner (GER) P | II runda      |